# Washingtonmonumentet
Washingtonmonumentet (engelska: Washington Monument) är en anläggning i Washington, D.C. i USA, belägen i det vidsträckta parkomområdet intill Kapitolium. Monumentet är en cirka 170 meter hög obelisk, byggd 1848-1884 och invigd 21 februari 1885, med invändig trappa och hiss. Washingtonmonumentet är världens högsta murade torn. 

## Historik

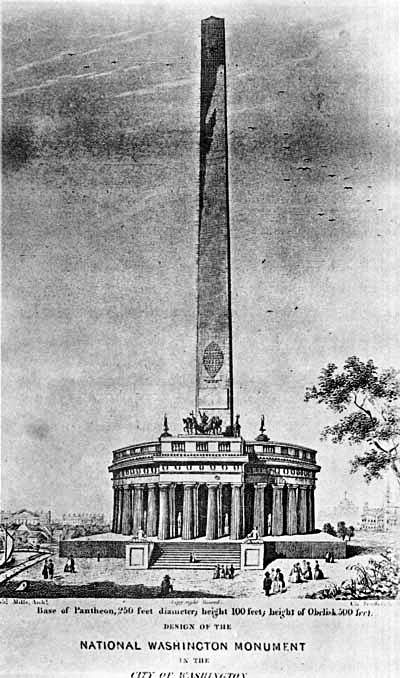
Robert Mills ursprungliga förslag till Washingtonmonumentet som inte blev byggt.

Den 7 augusti 1783 beslutade den amerikanska kongressen att ett minnesmärke över George Washington skulle uppföras. Men det verkade ändå inte som om något Washingtonmonument var på väg att byggas, så 1833, 50 år senare, bildades "Föreningen för ett nationellt Washingtonmonument" av författaren George Watterson. Syftet med föreningen var att samla in pengar. Bidragsgivarna fick en litografi över Robert Mills förslag som de tänkte uppföra i vilken idén var att göra ett slags "Pantheon" vid foten av monumentet. 12 år senare hade de bara fått ihop 87 000 dollar av den miljonen som behövdes så pantheonen togs bort. 
År 1848 började bygget (61 år efter att kongressen föreslog monumentets uppförande). Marmorn till bygget fick de från ett stenbrott i närheten av Baltimore. 1849 erbjöd sig en förening i Alabama donera en sten. Detta accepterades naturligtvis men det skulle visa sig inte vara en bra idé. Det började strömma in marmorblock som inte alls matchade de andra. Det blev ännu värre när påve Pius IX 1854 ville donera en sten. Det hemliga partiet Knownothing som var en grupp icke-katoliker protesterade. När stenen anlände stals den och både katoliker och protestanter protesterade och de knappa bidragen sinade och till slut hela bygget. År 1878 beslutade överstelöjtnant Thomas Lincoln Casey att slutföra arbetet. Tack vare Caseys vän George P. March godkände kongressen byggandet av obelisken. Den 21 februari 1885 invigdes Washingtonmonumentet.
Monumentets pyramidion utgörs av ett massivt aluminiumstycke som väger 100 ounce, cirka 2,85 kg. Det var vid monteringen 1884 det största enskilda aluminiumgjutstycket i världen.